# معدل الهجرة الصافي

معدل الهجرة الصافي 2016:
إيجابي
سلبي
لا شيء
لا توجد معلومات

معدل الهجرة الصافي هو الفرق بين عدد اللاجئين (أي الأشخاص القادمين إلى مكان ما)، وعدد المهاجرين (الأشخاص الخارجين منه) خلال السنة. عندما يكون عدد اللاجئين أكبر من عدد المهاجرين، يكون صافي معدل الهجرة إيجابيًا، إذ يدل صافي معدل الهجرة الإيجابي على أن الأشخاص القادمين أكثر من الخارجين من منطقة، وعندما يكثر المهاجرين من دولة ما، يكون صافي معدل الهجرة سلبيًا، أي أن الأشخاص الخارجين أكثر من القادمين، وعندما يَكون العدد متساويًا بين المهاجرين واللاجئين، يكون صافي معدل الهجرة متساويًا. معدل الهجرة الصافي يُحسَب خِلال سنة من الوقت بالاستعانة بنسبة عدد السكان في مُنتَصَف السنة.
إن دوافع وأسباب الهجرة مختلفة، ومنها: أسباب اجتماعية، وسياسية, واقتصادية، وعوامل بيئية، حسب اتجاهات الهجرة. أسباب الهجرة الاجتماعية هي هجرة الشخص للحصول على مستوى معيشي أفضل، أو ليكون أقرب إلى العائلة، أو ليعيش مع أمةٍ تعترف به أكثر. أسباب الهجرة السياسية هي هجرة الشخص للهرب من حرب أو اضطهاد سياسي، ويُطلَق عليه أيضًا التهجير القسري، ويَحدُث بِذهاب اللاجئين إلى دول الجوار أو إلى دول أكثر تطورًا. دول الجوار وخصوصًا دول الشرق الأوسط مُعتَمِدة على إيواء اللاجئين، وتعد الولايات المتحدة واحدة من أكثر الدول الغنية استضافةً للكثير من هؤلاء اللاجئين. أسباب الهجرة الأقتصادية هي طموح الشخص للحصول على مهنة وفُرَص عمل أفضل، الذي يؤدي إلى تحسين ظروف المعيشة. وأخيرًا، أسباب الهجرة البيئية، هو عندما تُجبِر الكوارث الطبيعية الناس على الانتقال إلى منطقة جديدة.
بِمكن مُلاحضة جميع أسباب الهجرة يُمكن أخذ فِكرة؛ إن معدل الهجرة الصافي يحكي الكثير عن دولة ما. مثلًا، إذا كان هنالك الكثير من الناس القادمين والقليل من المغادرين، يُمكِن الجزم بأنها دولة غنية مُستمِرة في التطور وتوليد الكثير والكثير مِن الفُرص. من الناحية الأخرى، إذا كان القادمين أقل من المغادرين يُمكِن الاستنتاج على احتمالية وجود عنف، أو اقتصاد ضعيف، أو موارد غير كافية لتغطي حاجات السكان.
تحدث الهجرة عبر سلسلة من عوامل الدفع والسحب المختلفة التي تدور حول عوامل اجتماعية وسياسية واقتصادية وبيئية وفقًا لاتجاهات الهجرة. تشير الهجرة الاجتماعية إلى هجرة الفرد بحثًا عن مستوىً معيشي أعلى، أو ليكون أقرب إلى الأسرة، أو للعيش في أمة يشعر بالانتماء إليها بشكل أكبر، بينما تشير الهجرة السياسية إلى لجوء الفرد هربًا من الحرب أو الاضطهاد السياسي، ويمكن تسمية هذا الشكل من الهجرة بالهجرة القسرية. يحدث ذلك عندما ينتقل اللاجئون إلى البلدان المجاورة أو البلدان الأكثر تطورًا. تعتمد دول الجوار، ولا سيما دول الشرق الأوسط، على إيواء اللاجئين. تستضيف العديد من البلدان الأكثر ثراءً مثل الولايات المتحدة، العديد من اللاجئين. تشير الهجرة الاقتصادية إلى انتقال المرء إلى مكان يمكن أن يطمح فيه بوظيفة وفرص عمل أفضل، مما يساهم في نهاية المطاف في ظروف معيشية أفضل، بينما تدعى الهجرة عندما تجبر الكوارث الطبيعية الأفراد على الانتقال إلى منطقة جديدة بالهجرة البيئية.
يمكن الاستنتاج من خلال تحليل جميع عوامل الهجرة أن معدل الهجرة الصافي يمكن أن يعبر عن بلد ما بشكل كبير، إذ نستطيع الافتراض أن البلد الذي يأتي إليه الكثير من الأشخاص ولا يغادره الكثير، بلد غني ومستمر في التطور وخلق المزيد من الفرص، وأن البلد الذي يغادره الكثير ويأتيه القليل، بلد يُحتمل أن يعاني من العنف أو التدهور الاقتصادي أو تدني الموارد الكافية لتلبية احتياجات السكان الحاليين.

## قضايا
يلعب صافي الهجرة دورًا رئيسيًا في كل بلد، فإذا كان لبلد ما معدل هجرة مرتفع، يُنظر إليه على أنه غني ومتطور، ويُنظر في المقابل إلى الدولة ذات المعدل المنخفض على أنها غير متطورة، وتعاني من مشاكل سياسية، وتفتقر إلى الموارد التي يحتاجها مواطنوها. تحتاج كل دولة إلى عدد ثابت من الأشخاص الذين يدخلون ويخرجون من أراضيها من أجل الحصول على اقتصاد مستقر. إذا كان عدد الأشخاص القادمين أكبر من عدد الأشخاص المغادرين، يُتوقع أن يكون الطلب على الموارد أكبر والاقتصاد أكثر إحكاما ونموًا.
يُرجّح أن تفقد الدولة ذات معدل الهجرة المنخفض العديد من مواردها المتاحة بسبب الافتقار إلى النزعة الاستهلاكية والإنتاج. يمكن أن تنشأ النزاعات بسبب الهجرة، لكنه من الأسهل بالنسبة للناس الانتقال إلى مكان مختلف. يمكن أن يرجع ذلك إلى التكنولوجيا الأكثر تقدمًا والقدرة على التواصل والحصول على أشكال نقل أكثر كفاءة. يخلق كل ذلك مزيدًا من فرص العمل، ما يؤدي أيضًا إلى زيادة معدل الهجرة الصافية. تعدّ الولايات المتحدة مثالًا للدولة ذات الفرص المتزايدة بازدياد الهجرة.
تشمل المشاكل المسببة بصافي الهجرة: ارتفاع نسبة الإعالة، وزيادة الطلب على الموارد الحكومية، والازدحام العام. يمكن أن تكون نسبة الإعالة العالية عاملاً ناتجًا عن صافي الهجرة. يمكن أن ترتفع نسبة الإعالة مع زيادة عدد السكان الأكبر سنًا وانخفاض معدل الخصوبة. ينتج عن ذلك انخفاض في القوى العاملة، ويمكن أن يضر ذلك باقتصاد البلدان من خلال التسبب في تباطؤها. اتخذت البلدان عدد من الإجراءات من أجل إبطاء هذه العملية، مثل رفع سن التقاعد من أجل الحفاظ على مشاركة كبار السن في القوى العاملة قدر الإمكان.

## المشاكل
يلعب معدل الهجرة دورًا كبيرًا في كل الدول. كما ذكِر سابقًا، إذا امتلكت دولة معدل هجرة عالٍ, تُرَى بأنها دولة غنية ومُتقدمة. في المقابل، دولة بمعدل هجرة منخفض، تُرَى بأنها غير متطورة، ولديها مشاكل سياسية، وتفتقر إلى الموارد التي يحتاج إليها المواطنون. تحتاج كل دولة إلى عدد ثابت من الناس القادمين والمغادرين من حدودها للحصول على اقتصاد ثابت. إذا كان عدد القادمين أكثر من المغادرين، سيكثر الطلب على الموارد وينحَصِر النمو الاقتصادي. من الناحية الأخرى، دولة بِمُعدل هجرة منخفض ستكون عرضة لخسارة مواردها بسبب إفتقارها للاستهلاك والإنتاج. يُمكن أن تنشأ صراعات بسبب الهجرة، ولكن لا زال بإمكان الناس إيجاد الأمر سهلًا، والانتقال إلى مكان مُختلف، وذلك بفضل تطور التكنلوجيا والقدرة على التواصل ووجود وسائل نقل فعالة. يخلق ذلك الكثير من الفرص ما يزيد من معدل الهجرة. الولايات المتحدة هي مثال حي في تنمية الفرص مع نمو وزيادة معدل الهجرة. ارتفاع نسبة الإعالة هي من المشاكل الأخرى التي تسببها الهجرة، وكذلك ازدياد الطلب على موارد الدولة، والزخم العام. نسبة الإعالة تزداد بزيادة نسبة كبار السن ونقصان معدل الولادات، ويؤدي هذا إلى نقصان في الأيدي العاملة، وهذا قد يؤذي اقتصاد الدول لتسببه في إبطاء سرعة نموها، وللتقليل من تأثير هذا، تمتلك الدول حلولًا عدة، مثل زيادة سن التقاعد حتى تبقي كبار السن ضمن القوة العاملة قدر المستطاع.